# Seznam členských států OSN

Mapa členských států OSN podle data přijetí:

Seznam členských států OSN obsahuje všechny státy, které jsou členy Organizace spojených národů. 
Organizace spojených národů byla založena 26. června 1945 na základě Charty Spojených národů. Mezi 51 zakládajícími členy OSN bylo i tehdejší Československo.
Od roku 2011 má OSN celkem 193 členských států. Posledním členem se dne 14. července 2011 stal Jižní Súdán.
Kupříkladu Kosovo nebo Tchaj-wan jsou jen částečně uznanými státy a OSN jejich plnou samostatnost neuznává. Vatikán má při Organizaci spojených národů status stálého pozorovatele.

## Seznam
Zakládající členové jsou v tabulce zvýrazněni modrým pozadím.
| Členský stát                   | Datum přijetí      | Poznámky |  |
| ------------------------------ | ------------------ | --- |  |
| Afghánistán                    | 19. listopadu 1946 | |  |
| Albánie                        | 14. prosince 1955  | |  |
| Alžírsko                       | 8. října 1962      | |  |
| Andorra                        | 28. července 1993  | |  |
| Angola                         | 1. prosince 1976   | |  |
| Antigua a Barbuda              | 11. listopadu 1981 | |  |
| Argentina                      | 24. října 1945     | |  |
| Arménie                        | 2. března 1992     | |  |
| Austrálie                      | 1. listopadu 1945  | |  |
| Ázerbájdžán                    | 2. března 1992     | |  |
| Bahamy                         | 18. září 1973      | |  |
| Bahrajn                        | 21. září 1971      | |  |
| Bangladéš                      | 17. září 1974      | |  |
| Barbados                       | 9. prosince 1966   | |  |
| Belgie                         | 27. prosince 1945  | |  |
| Belize                         | 25. září 1981      | |  |
| Bělorusko                      | 24. října 1945     | Dne 19. září 1991 informovalo Bělorusko OSN, že oficiální název v angličtině byl změněn z Belorussia na Belarus. |  |
| Benin                          | 20. září 1960      | Dne 1. prosince 1975 změněno jméno Dahome na Benin. |  |
| Bhútán                         | 21. září 1971      | |  |
| Bolívie                        | 14. listopadu 1945 | |  |
| Bosna a Hercegovina            | 22. května 1992    | Přijata po rozpadu SFRJ rezolucí Valného shromáždění A/RES/46/237 dne 22. května 1992. |  |
| Botswana                       | 17. října 1966     | |  |
| Brazílie                       | 24. října 1945     | |  |
| Brunej                         | 21. září 1984      | |  |
| Bulharsko                      | 14. prosince 1955  | |  |
| Burkina Faso                   | 20. září 1960      | Dne 6. srpna 1984 změněno jméno Horní Volta na Burkina Faso. |  |
| Burundi                        | 18. září 1962      | |  |
| Pobřeží slonoviny              | 20. září 1960      | Do 1. ledna 1986 používán přeložený název Ivory Coast. |  |
| Čad                            | 20. září 1960      | |  |
| Černá Hora                     | 28. června 2006    | Přijata rezolucí Valného shromáždění A/RES/60/264 dne 28. června 2006 poté, co Černá Hora deklarovala 3. června nezávislost na Srbsku na základě výsledků referenda uspořádaného 21. května 2006. |  |
| Česko                          | 19. ledna 1993     | Československo bylo od 24. října 1945 jedním ze zakládajících členů OSN. Dopisem z 10. prosince 1992 informoval jeho stálý zástupce generálního tajemníka, že k 31. prosinci 1992 přestává existovat Česká a Slovenská Federativní Republika a že nástupnické státy Česká republika a Slovenská republika žádají o členství v OSN. Rada bezpečnosti pak 8. ledna 1993 doporučila Valnému shromáždění přijetí České republiky za člena OSN, k čemuž došlo 19. ledna 1993. |  |
| Čína                           | 24. října 1945     | |  |
| Dánsko                         | 24. října 1945     | |  |
| Konžská demokratická republika | 20. září 1960      | Zairská republika informovala OSN, že dnem 17. května 1997 změnila svůj název na Demokratická republika Kongo. |  |
| Dominika                       | 18. prosince 1978  | |  |
| Dominikánská republika         | 24. října 1945     | |  |
| Džibutsko                      | 20. září 1977      | |  |
| Egypt                          | 24. října 1945     | Egypt a Sýrie byly od 24. října 1945 zakládajícími členskými státy OSN. Po plebiscitu dne 21. února 1958 byla spojením Egypta a Sýrie ustavena Sjednocená arabská republika a pokračovala v členství jako jeden člen. Dne 13. října 1961 obnovila Sýrie svůj status nezávislého státu a samostatné členství v OSN. Dne 2. září 1971 změnila Sjednocená arabská republika název na Egyptská arabská republika. |  |
| Ekvádor                        | 21. prosince 1945  | |  |
| Eritrea                        | 28. května 1993    | |  |
| Estonsko                       | 17. září 1991      | |  |
| Etiopie                        | 13. listopadu 1945 | |  |
| Mikronésie                     | 17. září 1991      | |  |
| Fidži                          | 13. října 1970     | |  |
| Filipíny                       | 24. října 1945     | |  |
| Finsko                         | 14. prosince 1955  | |  |
| Francie                        | 24. října 1945     | |  |
| Gabon                          | 20. září 1960      | |  |
| Gambie                         | 21. září 1965      | |  |
| Ghana                          | 8. března 1957     | |  |
| Grenada                        | 17. září 1974      | |  |
| Gruzie                         | 31. července 1992  | |  |
| Guatemala                      | 21. listopadu 1945 | |  |
| Guinea                         | 12. prosince 1958  | |  |
| Guinea-Bissau                  | 17. září 1974      | |  |
| Guyana                         | 20. září 1966      | |  |
| Haiti                          | 24. října 1945     | |  |
| Honduras                       | 17. prosince 1945  | |  |
| Chile                          | 24. října 1945     | |  |
| Chorvatsko                     | 22. května 1992    | Přijato po rozpadu SFRJ rezolucí Valného shromáždění A/RES/46/238 dne 22. května 1992. |  |
| Indie                          | 30. října 1945     | |  |
| Indonésie                      | 28. září 1950      | Dopisem z 20. ledna 1965 oznámila Indonésie své rozhodnutí zrušit „v tomto stadiu a za stávajících okolností“ své členství v OSN. Dne 19. září 1966 oznámila telegraficky, že „obnovuje plnou spolupráci s OSN a účast na jejích činnostech“. Valné shromáždění vzalo toto rozhodnutí na vědomí 28. září 1966 a jeho předseda vyzval indonéské představitele, aby zaujali svá místa ve shromáždění. |  |
| Irák                           | 21. prosince 1945  | |  |
| Írán                           | 24. října 1945     | |  |
| Irsko                          | 14. prosince 1955  | |  |
| Island                         | 19. listopadu 1946 | |  |
| Itálie                         | 14. prosince 1955  | |  |
| Izrael                         | 11. května 1949    | |  |
| Jamajka                        | 18. září 1962      | |  |
| Japonsko                       | 18. prosince 1956  | |  |
| Jemen                          | 30. září 1947      | Demokratický Jemen byl přijat 14. prosince 1967. Po spojení obou zemí 22. května 1990 je v OSN zastoupen jeden člen pod názvem Jemen. |  |
| Jižní Afrika                   | 7. listopadu 1945  | |  |
| Jižní Súdán                    | 14. července 2011  | |  |
| Jordánsko                      | 14. prosince 1955  | |  |
| Kambodža                       | 14. prosince 1955  | |  |
| Kamerun                        | 20. září 1960      | |  |
| Kanada                         | 9. listopadu 1945  | |  |
| Kapverdy                       | 16. září 1975      | |  |
| Katar                          | 21. září 1971      | |  |
| Kazachstán                     | 2. března 1992     | |  |
| Keňa                           | 16. prosince 1963  | |  |
| Kiribati                       | 14. září 1999      | |  |
| Kolumbie                       | 5. listopadu 1945  | |  |
| Komory                         | 12. listopadu 1975 | |  |
| Konžská republika              | 20. září 1960      | |  |
| Severní Korea                  | 17. září 1991      | |  |
| Jižní Korea                    | 17. září 1991      | |  |
| Kostarika                      | 2. listopadu 1945  | |  |
| Kuba                           | 24. října 1945     | |  |
| Kuvajt                         | 14. května 1963    | |  |
| Kypr                           | 20. září 1960      | |  |
| Kyrgyzstán                     | 2. března 1992     | |  |
| Laos                           | 14. prosince 1955  | |  |
| Lesotho                        | 17. října 1966     | |  |
| Libanon                        | 24. října 1945     | |  |
| Libérie                        | 2. listopadu 1945  | |  |
| Libye                          | 14. prosince 1955  | |  |
| Lichtenštejnsko                | 18. září 1990      | |  |
| Litva                          | 17. září 1991      | |  |
| Lotyšsko                       | 17. září 1991      | |  |
| Lucembursko                    | 24. října 1945     | |  |
| Madagaskar                     | 20. září 1960      | Dříve označován jako Malgašská republika. |  |
| Maďarsko                       | 14. prosince 1955  | |  |
| Severní Makedonie              | 8. dubna 1993      | Přijata po rozpadu SFRJ rezolucí A/RES/47/225 ze dne 8. dubna 1993, podle které má být pro přijatý stát pro všechny účely v OSN dočasně používán název Bývalá jugoslávská republika Makedonie, a to až do vyřešení sporu o jeho jméno. |  |
| Malajsie                       | 17. září 1957      | Malajská federace vstoupila do OSN 17. září 1957. Dne 16. září 1963 změnila po přijetí Singapuru, Sabahu a Sarawaku do nové federace své jméno na Malajsie. Singapur se stal 9. srpna 1965 nezávislým státem a 21. září 1965 členem OSN. |  |
| Malawi                         | 1. prosince 1964   | ~ |  |
| Maledivy                       | 21. září 1965      | |  |
| Mali                           | 28. září 1960      | |  |
| Malta                          | 1. prosince 1964   | |  |
| Maroko                         | 12. listopadu 1956 | |  |
| Marshallovy ostrovy            | 17. září 1991      | |  |
| Mauricius                      | 24. dubna 1968     | |  |
| Mauritánie                     | 27. října 1961     | |  |
| Mexiko                         | 7. listopadu 1945  | |  |
| Moldavsko                      | 2. března 1992     | |  |
| Monako                         | 28. května 1993    | |  |
| Mongolsko                      | 27. října 1961     | |  |
| Mosambik                       | 16. září 1975      | |  |
| Myanmar (Barma)                | 19. dubna 1948     | Dne 18. června 1989 změněno jméno Barma na Myanmar. |  |
| Namibie                        | 23. dubna 1990     | |  |
| Nauru                          | 14. září 1999      | |  |
| Německo                        | 18. září 1973      | Spolková republika Německo a Německá demokratická republika byly přijaty za členy OSN 18. září 1973. Připojením Německé demokratické republiky ke Spolkové republice Německo dne 3. října 1990 došlo ke sjednocení obou států do jednoho suverénního celku. |  |
| Nepál                          | 14. prosince 1955  | ~ |  |
| Niger                          | 20. září 1960      | |  |
| Nigérie                        | 7. října 1960      | |  |
| Nikaragua                      | 24. října 1945     | |  |
| Nizozemsko                     | 10. prosince 1945  | |  |
| Norsko                         | 27. listopadu 1945 | |  |
| Nový Zéland                    | 24. října 1945     | |  |
| Omán                           | 7. října 1971      | |  |
| Pákistán                       | 30. září 1947      | |  |
| Palau                          | 15. prosince 1994  | |  |
| Panama                         | 13. listopadu 1945 | |  |
| Papua Nová Guinea              | 10. října 1975     | |  |
| Paraguay                       | 24. října 1945     | |  |
| Peru                           | 31. října 1945     | |  |
| Polsko                         | 24. října 1945     | |  |
| Portugalsko                    | 14. prosince 1955  | |  |
| Rakousko                       | 14. prosince 1955  | |  |
| Rovníková Guinea               | 12. listopadu 1968 | |  |
| Rumunsko                       | 14. prosince 1955  | |  |
| Rusko                          | 24. října 1945     | Svaz sovětských socialistických republik byl od 24. října 1945 jedním ze zakládajících členských států OSN. V dopise z 24. prosince 1991 informoval prezident Ruské federace Boris Jelcin generálního tajemníka OSN, že Ruská federace pokračuje v členství v Radě bezpečnosti a všech dalších orgánech OSN, a to s podporou všech 11 členských zemí Společenství nezávislých států. |  |
| Rwanda                         | 18. září 1962      | |  |
| Řecko                          | 25. října 1945     | |  |
| Salvador                       | 24. října 1945     | |  |
| Samoa                          | 15. prosince 1976  | |  |
| San Marino                     | 2. března 1992     | |  |
| Saúdská Arábie                 | 24. října 1945     | |  |
| Senegal                        | 28. září 1960      | |  |
| Seychely                       | 21. září 1976      | |  |
| Sierra Leone                   | 27. září 1961      | |  |
| Singapur                       | 21. září 1965      | |  |
| Slovensko                      | 19. ledna 1993     | Československo bylo od 24. října 1945 jedním ze zakládajících členů OSN. Dopisem z 10. prosince 1992 informoval jeho stálý zástupce generálního tajemníka, že k 31. prosinci 1992 přestává existovat Česká a Slovenská Federativní Republika a že nástupnické státy Česká republika a Slovenská republika žádají o členství v OSN. Rada bezpečnosti pak 8. ledna 1993 doporučila Valnému shromáždění přijetí Slovenské republiky za člena OSN, k čemuž došlo 19. ledna 1993. |  |
| Slovinsko                      | 22. května 1992    | Přijato po rozpadu SFRJ rezolucí Valného shromáždění A/RES/46/236 dne 22. května 1992. |  |
| Somálsko                       | 20. září 1960      | |  |
| Spojené arabské emiráty        | 9. prosince 1971   | |  |
| Spojené království             | 24. října 1945     | |  |
| Spojené státy americké         | 24. října 1945     | |  |
| Srbsko                         | 1. listopadu 2000  | Socialistická federativní republika Jugoslávie byla zakládajícím členem OSN. K Chartě OSN připojila podpis 26. června 1945 a ratifikovala ji v říjnu 1945. Členským státem pak byla až do svého rozpadu a následného přijetí nových států: Bosny a Hercegoviny, Chorvatské republiky, Slovinské republiky, Bývalé jugoslávské republiky Makedonie a Svazové republiky Jugoslávie, která byla přijata rezolucí Valného shromáždění A/RES/55/12 dne 1. listopadu 2000. Dne 4. února 2003 přijalo ústavodárné Shromáždění Svazové republiky Jugoslávie Ústavu Srbska a Černé Hory, která změnila název státu Svazová republika Jugoslávie na Srbsko a Černá Hora. Dopisem ze dne 3. června 2006 informoval prezident Srbské republiky generálního tajemníka OSN, že po vyhlášení nezávislosti Černé Hory přejímá členství v OSN Srbská republika. |  |
| Srí Lanka                      | 14. prosince 1955  | Dne 22. května 1972 změněno jméno Cejlon na Srí Lanka. |  |
| Středoafrická republika        | 20. září 1960      | |  |
| Súdán                          | 12. listopadu 1956 | |  |
| Surinam                        | 4. prosince 1975   | ~ |  |
| Svatá Lucie                    | 18. září 1979      | |  |
| Svatý Kryštof a Nevis          | 23. září 1983      | |  |
| Svatý Tomáš a Princův ostrov   | 16. září 1975      | |  |
| Svatý Vincenc a Grenadiny      | 16. září 1980      | |  |
| Svazijsko                      | 24. září 1968      | |  |
| Sýrie                          | 24. října 1945     | Po plebiscitu 21. února 1958 byla spojením Egypta a Sýrie ustavena Sjednocená arabská republika a pokračovala v členství jako jeden člen. Dne 13. října 1961 obnovila Sýrie status nezávislého státu a oddělené členství v OSN. |  |
| Šalomounovy ostrovy            | 19. září 1978      | |  |
| Španělsko                      | 14. prosince 1955  | |  |
| Švédsko                        | 19. listopadu 1946 | |  |
| Švýcarsko                      | 10. září 2002      | |  |
| Tádžikistán                    | 2. března 1992     | |  |
| Tanzanie                       | 14. prosince 1961  | Tanganjika byla členem OSN od 14. prosince 1961 a Zanzibar od 16. prosince 1963. Dne 26. dubna 1964 ratifikovaly úmluvu o vytvoření svazu Tanganjiky a Zanzibaru a jako Sjednocená republika Tanganjiky a Zanzibaru pokračovaly v členství jako jeden člen. Dne 1. listopadu 1964 bylo jméno změněno na Sjednocená republika Tanzanie. |  |
| Thajsko                        | 16. prosince 1946  | Dříve označováno jako Siam. |  |
| Togo                           | 20. září 1960      | |  |
| Tonga                          | 14. září 1999      | |  |
| Trinidad a Tobago              | 18. září 1962      | |  |
| Tunisko                        | 12. listopadu 1956 | |  |
| Turecko                        | 24. října 1945     | |  |
| Turkmenistán                   | 2. března 1992     | |  |
| Tuvalu                         | 5. září 2000       | |  |
| Uganda                         | 25. října 1962     | |  |
| Ukrajina                       | 24. října 1945     | Dřívější člen Svazu sovětských socialistických republik |  |
| Uruguay                        | 18. prosince 1945  | |  |
| Uzbekistán                     | 2. března 1992     | |  |
| Vanuatu                        | 15. září 1981      | |  |
| Venezuela                      | 15. listopadu 1945 | |  |
| Vietnam                        | 20. září 1977      | |  |
| Východní Timor                 | 27. září 2002      | |  |
| Zambie                         | 1. prosince 1964   | |  |
| Zimbabwe                       | 25. srpna 1980     | |  |